# Teucholabis setigera
Teucholabis setigera là một loài ruồi trong họ Limoniidae. Chúng phân bố ở miền Australasia.